# 俄羅斯地理學會

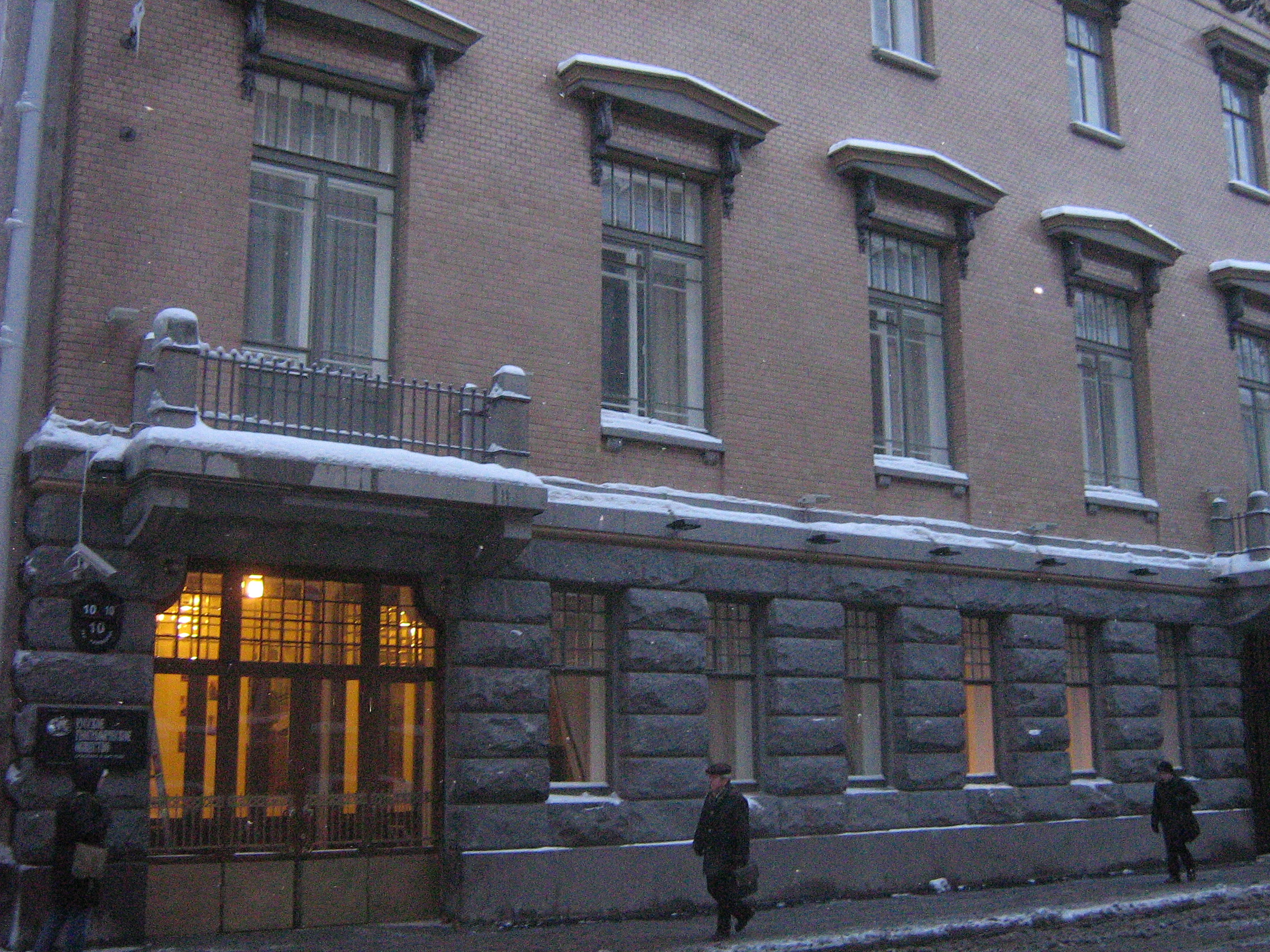
俄羅斯地理學會總部

俄羅斯地理學會 （Ру́сское географи́ческое о́бщество «РГО»）是俄羅斯的一個地理學的學會，總部位於聖彼得堡。该學會支持探險和地理研究活動，包括海洋學与民族誌方面的研究。學會於1845年8月6日在聖彼得堡成立。在1917年俄羅斯革命之前，學會的名稱是俄羅斯帝國地理學會。1926年，更名為國家地理學會。1938年，又更名為蘇聯地理學會。1991年蘇聯解體後恢復為原來的名稱。學會在歷史上多次贊助探險活動。

## 外部連結
- 官方网站 （俄語）